# Roca Adamasta
La roca Adamasta (en chino, 北長洲石) es una roca deshabitada localizada en la Región administrativa especial de Hong Kong, al sur de China en el centro del concurrido canal Adamasta, entre la península Chi Ma Wan, de la isla de Lantau, y la isla de Cheung Chau, ambas también en Hong Kong. Pertenece administrativamente al Distrito de las Islas.
La roca queda sumergida en marea alta y presenta un riesgo significativo debido a su ubicación en el centro del canal de navegación Adamasta. El Departamento de Marina de Hong Kong ha instalado un faro fijo en la roca y luces a ambos lados, como aviso para los buques.